# Pacificagrion
Pacificagrion is een geslacht van libellen (Odonata) uit de familie van de waterjuffers (Coenagrionidae).

## Soorten
Pacificagrion omvat 2 soorten:
- Pacificagrion dolorosa Fraser, 1953
- Pacificagrion lachrymosa Fraser, 1926